# الطرف (المفلحي)

تعديل مصدري - تعديل

الطـرف هي إحدى قرى عزلة المفلحي بمديرية المفلحي التابعة لمحافظة لحج، بلغ تعداد سكانها 763 نسمة حسب تعداد اليمن لعام 2004.